# Alfred Hugenberg
Alfred Hugenberg (Hannover, Alemanya, 19 de juny de 1865 - Kukenbruch, Alemanya, 12 de març de 1951) fou un polític i home de negocis alemany.

Era fill de Karl Hugenberg, membre del parlament de prussià, estudià dret a Göttingen, Heidelberg, i Berlín, i economia a Estrasburg. El 1891 fou cofundador de la ultranacionalista Lliga Pangermànica (Alldeutscher Verband). El 1900 es casà amb la seva cosina segona Gertrud Adickes. 

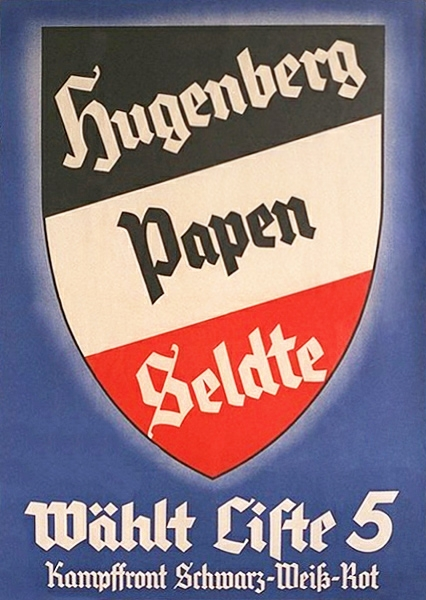
Cartell electoral de 1933: Hugenberg, von Papen i Seldte

Fins al 1918 es va mantenir en l'esfera privada, vinculat a l'empresa Krupp. Després formà el seu propi grup d'empreses de comunicació, de premsa i de cinema. Després de la derrota d'Alemanya en la primera guerra mundial va afiliar-se al Partit Nacional del Poble d'Alemanya (DNVP), amb el qual fou membre de l'Assemblea Constituent i després de tots els Reichstag fins a la fi de la República de Weimar. Després de la derrota del DNVP el 1928, va convertir-se en el líder del partit que va dur a una línia més radical. Això va provocar una escissió dels elements moderats que van formar el Partit conservador popular (Konservative Volkspartei) (KVP).
Al final de la República de Weimar, Hugenberg va col·laborar amb Adolf Hitler i suportar el seu nomenament com a canceller. Va ser nomenat ministre d'Economia i Agricultura. No obstant això, poc després Hugenberg va ser obligat a renunciar a tots els seus càrrecs, així com a vendre les seves companyies a membres del partit nazi. Richard Walther Darré va succeir-li com a ministre. Després de la fi de la Segona Guerra Mundial, Hugenberg va ser detingut i internat pels britànics fins a 1947, encara que a causa de la seva avançada edat i mal estat de salut, va ser alliberat sense arribar a ser processat. Va morir el 1951.